# Unione Sportiva Viterbese 1908 2020-2021
Questa voce raccoglie le informazioni riguardanti l'Unione Sportiva Viterbese 1908 nelle competizioni ufficiali della stagione 2020-2021.

## Stagione
La stagione 2020-2021 è per la Viterbese la 17ª partecipazione alla terza serie del campionato italiano di calcio.
Il campionato dei gialloblù inizia con un pareggio a reti bianche in casa della Ternana mentre l'esordio casalingo si chiude con una sconfitta nel recupero contro l'Avellino. La prima vittoria arriva alla quinta giornata in trasferta contro la Cavese (0-2), dopo un solo punto conquistato nelle prime quattro. Dopo il KO casalingo della nona giornata contro la Paganese, viene esonerato il tecnico Agenore Maurizi. Il 14 novembre 2020 la società gialloblù comunica l'arrivo di Roberto Taurino come nuovo allenatore.

## Divise e sponsor
Lo sponsor tecnico per la stagione 2020-2021 è Nike, mentre lo sponsor ufficiale è Tecnologia & Sicurezza, mentre back sponsor è Mamanero Caffè.
| Casa | Trasferta | Terza divisa |

## Rosa
| N. |                                 | Ruolo | Calciatore           |
| -- | ------------------------------- | ----- | -------------------- |
| 1  | Italia (bandiera)               | P     | Riccardo Daga        |
| 2  | Italia (bandiera)               | D     | Edoardo Bianchi      |
| 3  | Germania (bandiera)             | D     | Emmanuel Mbende      |
| 4  | Italia (bandiera)               | C     | Nicholas Bensaja     |
| 5  | Bosnia ed Erzegovina (bandiera) | D     | Toni Markić          |
| 6  | Italia (bandiera)               | D     | Federico Baschirotto |
| 7  | Italia (bandiera)               | A     | Marco Simonelli      |
| 8  | Italia (bandiera)               | C     | Daniel Bezziccheri   |
| 9  | Senegal (bandiera)              | A     | Mamadou Tounkara     |
| 10 | Italia (bandiera)               | C     | Simone Palermo       |
| 11 | Italia (bandiera)               | A     | Aimone Calì          |
| 12 | Italia (bandiera)               | P     | Davide Borsellini    |
| 13 | Italia (bandiera)               | D     | Ludovico Ricci       |
| 14 | Italia (bandiera)               | D     | Eros De Santis       |
| 15 | Italia (bandiera)               | C     | Emanuele Menghi      |
| 16 | Italia (bandiera)               | D     | Luca Falbo           |

| N. |                      | Ruolo | Calciatore                 |
| -- | -------------------- | ----- | -------------------------- |
| 17 | Italia (bandiera)    | C     | Davide Sibilia             |
| 18 | Italia (bandiera)    | C     | Francesco Salandria        |
| 19 | Danimarca (bandiera) | C     | Oliver Urso                |
| 20 | Italia (bandiera)    | A     | Alessandro Rossi           |
| 21 | Italia (bandiera)    | C     | Andrea De Falco (capitano) |
| 22 | Italia (bandiera)    | P     | Massimiliano Maraolo       |
| 23 | Italia (bandiera)    | D     | Gabriele Galardi           |
| 24 | Italia (bandiera)    | C     | Manuel Zanon               |
| 25 | Italia (bandiera)    | D     | Gabriele Macrì             |
| 26 | Italia (bandiera)    | D     | Paolo Cerroni              |
| 27 | Italia (bandiera)    | A     | Matteo Menghi              |
| 28 | Italia (bandiera)    | P     | Gabriele Benvenuti         |
| 29 | Italia (bandiera)    | A     | Pierluigi Cappelluzzo      |
| 30 | Italia (bandiera)    | D     | Giuseppe Scalera           |
| 31 | Ghana (bandiera)     | C     | Emmanuel Besea             |
| 32 | Italia (bandiera)    | D     | Manuel Ferrani             |

### Staff tecnico
- Roberto Taurino - Allenatore
- - Allenatore in seconda
- - Preparatore atletico
- - Collaboratore tecnico
- Paolo Gobattoni  - Preparatore portieri
- Simone Di Serio - Responsabile fisioterapisti
- Massimo Calcagno - Fisioterapista

## Calciomercato

### Sessione estiva(dal 1º settembre al 5 ottobre)
| Acquisti | Acquisti              | Acquisti   | Acquisti   |
| R.       | Nome                  | da         | Modalità   |
| -------- | --------------------- | ---------- | ---------- |
| P        | Riccardo Daga         | Arezzo     | definitivo |
| P        | Davide Borsellini     |            | definitivo |
| D        | Paolo Cerroni         | Ostia Mare | definitivo |
| D        | Moise Emmanuel Mbende | Catania    | definitivo |
| D        | Gabriele Galardi      | Milan      | prestito   |
| D        | Luca Falbo            | Lazio      | prestito   |
| D        | Manuel Ferrani        | AZ Picerno | definitivo |
| C        | Francesco Salandria   | Catania    | definitivo |
| C        | Emmanuel Besea        | Frosinone  | definitivo |
| A        | Aimone Calì           | Atalanta   | definitivo |
| A        | Alessandro Rossi      | Lazio      | prestito   |
| A        | Pierluigi Cappelluzzo | Pistoiese  | definitivo |

| Cessioni | Cessioni            | Cessioni         | Cessioni      |
| R.       | Nome                | a                | Modalità      |
| -------- | ------------------- | ---------------- | ------------- |
| P        | Carlo Torelli       | Monterosi Tuscia | prestito      |
| P        | Matteo Biggeri      | Lucchese         | definitivo    |
| P        | Tommaso Vitali      | Ternana          | fine prestito |
| D        | Stefano Negro       | Monza            | fine prestito |
| D        | Francesco De Giorgi | Nardò            | definitivo    |
| C        | Emmanuel Besea      | Frosinone        | fine prestito |
| C        | Andrea Errico       | Frosinone        | fine prestito |
| A        | Salvatore Molinaro  |                  | svincolato    |
| A        | Michele Volpe       | Frosinone        | fine prestito |
| A        | Mario Pacilli       |                  | svincolato    |

## Risultati

### Serie C

#### Girone di andata
| Terni 27 settembre 2020, ore 17:30 CEST 1ª giornata | Ternana         | 0 – 0 referto | Viterbese | Stadio Libero Liberati (0 spett.)\| Arbitro: \| Di Graci (Como) \| |
| Arbitro:                                            | Di Graci (Como) |               |           |                                                                    |

| Arbitro: | Fontani (Siena) |

|  |           |                |
|  | Marcatori | 90+5’ D'Angelo |

| Arbitro: | Vergaro (Bari) |

|                 |           |                 |
| Franco 25’, 46’ | Marcatori | 26’ Baschirotto |

| Arbitro: | Vigile (Cosenza) |

|  |           |                                       |
|  | Marcatori | 5’ Antenucci 39’ Di Cesare 44’ D'Ursi |

| Arbitro: | Rutella (Enna) |

|  |           |                       |
|  | Marcatori | 4’ Tounkara 33’ Rossi |

| Arbitro: | Giaccaglia (Jesi) |

|           |           |             |
| Rossi 16’ | Marcatori | 89’ Sartore |

| Arbitro: | Garafalo (Torre del Greco) |

|                          |           |                       |
| Statella 34’ Plescia 73’ | Marcatori | 2’ Rossi 45’ Tounkara |

| Arbitro: | Cascone |

|                               |           |                                      |
| Lucca 57’, 90+1’ Seraniti 74’ | Marcatori | 64’ Simonelli 68’ Mamadou 82’ Mbende |

| Arbitro: | Costanza (Agrigento) |

|  |           |                     |
|  | Marcatori | 75’ (rig.) Guadagni |

| Arbitro: | Arena (Torre del Greco) |

|           |           |              |
| Arena 61’ | Marcatori | 75’ Tounkara |

| 15 novembre 2020 11ª giornata |  | – (turno di riposo) |  |  |

| Castellammare di Stabia 21 novembre 2020, ore 15:00 CET 12ª giornata | Juve Stabia | 2 – 0 referto | Viterbese | Stadio Romeo Menti |
| \| \| \| \| \| Romero 4’ Fantacci 51’ \| Marcatori \| \|             |             |               |           |                    |
|                                                                      |             |               |           |                    |
| Romero 4’ Fantacci 51’                                               | Marcatori   |               |           |                    |

| Arbitro: | Frascaro |

|  |           |                  |
|  | Marcatori | 65’ (rig.) Rocca |

| Arbitro: | Virgilio |

|                 |           |                                |
| Cianci 15’, 41’ | Marcatori | 51’, 56’ Mbende 9+2’ Simonelli |

| Arbitro: | Longo |

|                 |           |                           |
| Bezziccheri 52’ | Marcatori | 78’ Pecorino 90+42’ Serao |

| Arbitro: | Bitonti |

|  |           |                                     |
|  | Marcatori | 19’ Salandria 50’ (rig.), 63’ Rossi |

| Arbitro: | Acanfora |

|                                |           |                          |
| Palermo 27’ (rig.), 35’ (rig.) | Marcatori | 30’ Vázquez 64’ Di Cosmo |

| Catanzaro 10 gennaio 2021, ore CET 18ª giornata | Catanzaro | – | Viterbese | Stadio Nicola Ceravolo |

| Viterbo 17 gennaio 2021, ore CET 19ª giornata | Viterbese | – | Teramo | Stadio Enrico Rocchi |

#### Girone di ritorno
| Viterbo 24 gennaio 2021, ore CET 20ª giornata | Viterbese | – | Ternana | Stadio Enrico Rocchi |

| Avellino 31 gennaio 2021, ore CET 21ª giornata | Avellino | – | Viterbese | Stadio Partenio-Adriano Lombardi |

| Viterbo 3 febbraio 2021, ore CET 22ª giornata | Viterbese | – | Turris | Stadio Enrico Rocchi |

| Bari 7 febbraio 2021, ore CET 23ª giornata | Bari | – | Viterbese | Stadio San Nicola |

| Viterbo 14 febbraio 2021, ore CET 24ª giornata | Viterbese | – | Cavese | Stadio Enrico Rocchi |

| Bisceglie 17 febbraio 2021, ore CET 25ª giornata | Bisceglie | – | Viterbese | Stadio Gustavo Ventura |

| Viterbo 21 febbraio 2021, ore CET 26ª giornata | Viterbese | – | Vibonese | Stadio Enrico Rocchi |

| Viterbo 28 febbraio 2021, ore CET 27ª giornata | Viterbese | – | Palermo | Stadio Enrico Rocchi |

| Pagani 3 marzo 2021, ore CET 28ª giornata | Paganese | – | Viterbese | Stadio Marcello Torre |

| Viterbo 7 marzo 2021, ore CET 29ª giornata | Viterbese | – | Monopoli | Stadio Enrico Rocchi |

| Trapani 14 marzo 2021, ore CET 30ª giornata | Trapani | – | Viterbese | Stadio polisportivo provinciale di Trapani |

| Viterbo 17 marzo 2021, ore CET 31ª giornata | Viterbese | – | Juve Stabia | Stadio Enrico Rocchi |

| Foggia 21 marzo 2021, ore CET 32ª giornata | Foggia | – | Viterbese | Stadio Pino Zaccheria |

| Viterbo 28 marzo 2021, ore CEST 33ª giornata | Viterbese | – | Potenza | Stadio Enrico Rocchi |

| Catania 3 aprile 2021, ore CEST 34ª giornata | Catania | – | Viterbese | Stadio Angelo Massimino |

| Viterbo 11 aprile 2021, ore CEST 35ª giornata | Viterbese | – | Casertana | Stadio Enrico Rocchi |

| Francavilla Fontana 14 aprile 2021, ore CEST 36ª giornata | Virtus Francavilla | – | Viterbese | Stadio Giovanni Paolo II |

| Viterbo 18 aprile 2021, ore CEST 37ª giornata | Viterbese | – | Catanzaro | Stadio Enrico Rocchi |

| Teramo 25 aprile 2021, ore CEST 38ª giornata | Teramo | – | Viterbese | Stadio Gaetano Bonolis |

## Statistiche

### Statistiche di squadra
Statistiche aggiornate al 13 aprile 2021.
| Competizione | Punti | In casa | In casa | In casa | In casa | In casa | In casa | In trasferta | In trasferta | In trasferta | In trasferta | In trasferta | In trasferta | Totale | Totale | Totale | Totale | Totale | Totale | D.R. |
| Competizione | Punti | G       | V       | N       | P       | Gf      | Gs      | G            | V            | N            | P            | Gf           | Gs           | G      | V      | N      | P      | Gf     | Gs     | D.R. |
| ------------ | ----- | ------- | ------- | ------- | ------- | ------- | ------- | ------------ | ------------ | ------------ | ------------ | ------------ | ------------ | ------ | ------ | ------ | ------ | ------ | ------ | ---- |
| Serie C      | 39    | 17      | 5       | 5       | 7       | 18      | 19      | 16           | 4            | 7            | 5            | 18           | 19           | 33     | 9      | 12     | 12     | 36     | 38     | -2   |
| Totale       | -     | 17      | 5       | 5       | 7       | 18      | 19      | 16           | 4            | 7            | 5            | 18           | 19           | 33     | 9      | 12     | 12     | 36     | 38     | -2   |

### Andamento in campionato
| Giornata  | 1 | 2  | 3  | 4  | 5  | 6  | 7  | 8 | 9  | 10 | 11 | 12 | 13 | 14 | 15 | 16 | 17 | 18 | 19 | 20 | 21 | 22 | 23 | 24 | 25 | 26 | 27 | 28 | 29 | 30 | 31 | 32 | 33 | 34 | 35 | 36 | 37 | 38 |
| --------- | - | -- | -- | -- | -- | -- | -- | - | -- | -- | -- | -- | -- | -- | -- | -- | -- | -- | -- | -- | -- | -- | -- | -- | -- | -- | -- | -- | -- | -- | -- | -- | -- | -- | -- | -- | -- | -- |
| Luogo     | T | C  | T  | C  | T  | C  | T  | T | C  | T  | -  | T  | C  | T  | C  | T  | C  | T  | C  | C  | T  | C  | T  | C  | T  | C  | C  | T  | C  | -  | C  | T  | C  | T  | C  | T  | C  | T  |
| Risultato | N | P  | P  | P  | V  | N  | N  | N | P  | N  | -  | P  | P  | V  | P  | V  | N  | V  | P  | N  | P  | V  | V  | V  | P  | N  | V  | N  | N  | -  | P  | N  | N  | P  | V  |    |    |    |
| Posizione | 7 | 10 | 12 | 14 | 11 | 11 | 11 |   | 16 | 15 | 16 |    |    |    |    |    |    |    |    |    |    |    |    |    |    |    |    |    |    |    |    |    |    |    | 12 |    |    |    |

Legenda:

Luogo: C = Casa; T = Trasferta. Risultato: V = Vittoria; N = Pareggio; P = Sconfitta.
- = Turno di riposo.

### Statistiche dei giocatori
Sono in corsivo i calciatori che hanno lasciato la società a stagione in corso.
| Giocatore      | Serie C  | Serie C | Serie C     | Serie C    |
| Giocatore      | Presenze | Reti    | Ammonizioni | Espulsioni |
| -------------- | -------- | ------- | ----------- | ---------- |
| F. Baschirotto | 6        | 1       | 5           | 1          |
| N. Bensaja     | 5        | 0       | 1           | 0          |
| G. Benvenuti   | 0        | -0      | 0           | 0          |
| E. Besea       | 1        | 0       | 0           | 0          |
| D. Bezziccheri | 9        | 0       | 4           | 0          |
| E. Bianchi     | 7        | 0       | 2           | 0          |
| D. Borsellini  | 0        | -0      | 0           | 0          |
| A. Calì        | 4        | 0       | 1           | 0          |
| P. Cappelluzzo | 4        | 0       | 0           | 0          |
| R. Daga        | 9        | -11     | 1           | 0          |
| A. De Falco    | 6        | 0       | 3           | 0          |
| E. De Santis   | 6        | 0       | 2           | 0          |
| L. Falbo       | 6        | 0       | 2           | 0          |
| M. Ferrani     | 6        | 0       | 0           | 0          |
| G. Galardi     | 3        | 0       | 1           | 0          |
| G. Macrì       | 0        | 0       | 0           | 0          |
| M. Maraolo     | 0        | -0      | 0           | 0          |
| T. Markić      | 2        | 0       | 1           | 0          |
| E. Mbende      | 9        | 0       | 3           | 0          |
| E. Menghi      | 4        | 0       | 0           | 0          |
| M. Menghi      | 3        | 0       | 2           | 1          |
| S. Palermo     | 2        | 0       | 1           | 0          |
| L. Ricci       | 0        | 0       | 0           | 0          |
| A. Rossi       | 9        | 3       | 3           | 0          |
| F. Salandria   | 8        | 0       | 0           | 0          |
| G. Scalera     | 0        | 0       | 0           | 0          |
| D. Sibilia     | 6        | 0       | 0           | 0          |
| M. Simonelli   | 3        | 0       | 1           | 0          |
| M. Tounkara    | 8        | 3       | 4           | 1          |
| O. Urso        | 5        | 0       | 0           | 0          |
| M. Zanon       | 1        | 0       | 0           | 0          |